# Récit de punition
Les récits de punition ou "récit de châtiment divin" ou "péricope de rétribution" (Straflegenden) sont une forme littéraire très présente dans le Coran de récits racontant la destruction d'un peuple (en) dans le passé en réponse à un refus d'écouter un messager divin.

## Historiographie
Le terme a été utilisé pour la première fois par Horovitz dans Koranische Untersuchung en 1926. 

## Schéma littéraire
Ce topos reprend un schéma habituel composé d'une rencontre entre un prophète ou un messager de Dieu et une communauté. Celui-ci exhorte à la repentance et à l'adoration de Dieu. Celle-ci refusant le message divin et rejetant le messager, elle se voit détruite par Dieu. Dans ce schéma, il s'agit d'une destruction passée et non d'une promesse pour la vie après la mort. Le messager est sauvé, avec, parfois quelques personnages l'ayant suivi.
De nombreux passages du Coran reprennent ce schéma. Ces récits sont ainsi construits pour évoquer l'histoire de Noé, de Loth, des prophètes arabes, d'autres parfois anonymes... Ils appartiennent principalement à la période mecquoise. Le plus ancien se trouve dans la sourate 91 et concerne les Thamud. Ce passage évoque l'existence d'une légende locale racontant un sacrilège. Si ce peuple est évoqué dans la poésie pré-islamique, ces évocations sont mélangées à des traditions plus tardives. Jonas est le seul cas où la communauté se repent et échappe au châtiment.

## Interprétations
Ce type de récit permet de mettre en valeur la puissance divine et prouver l'origine de ce que transmettent les messagers.
L'étude des différentes versions peut permettre, en étudiant les points communs et les différences, de mettre en lumière le processus de composition de ces passages. Ainsi, les versets 59-157 de la sourate 7 montrent la connaissance des autres récits de punition coraniques et sont donc plus récents. Ainsi, dans le Coran, différents récits de punition se ressemblent mais il est à remarquer que plusieurs versions du même récit, selon les sourates, montrent des "phénomènes de réécritures".
Le message du messager est toujours celui d'un strict monothéisme et d'une attente eschatologique. Il reflète ainsi toujours celui de Mahomet, ce qui a permis la création du concept de "monoprophétisme". "Ces références à des événements du passé dans le Coran sont, bien entendu, supposés jouer le rôle d'avertissement et ont donc un effet didactique et moralement édifiant sur l'auditoire du Coran". En outre, ces récits servaient d'encouragement pour Mahomet et ses compagnons pour résister aux persécutions et au boycott de la part des polythéistes incroyants. Cela pourrait expliquer le changement de paradigme après l'hégire et la perte d'importance de ces récits à la suite de la prise de pouvoir de Mahomet.
Dans ces récits, les messagers sont issus du peuple qu'ils rencontrent et en sont rejetés. Cela s'inscrit dans la continuité des narratifs prophétiques de l'Ancien ou du Nouveau Testament.